# (6890) Savinykh
(6890) Savinykh est un astéroïde de la ceinture principale.

## Description
(6890) Savinykh est un astéroïde de la ceinture principale. Il fut découvert le 3 septembre 1975 à Nauchnyj par Lioudmila Tchernykh. Il présente une orbite caractérisée par un demi-grand axe de 3,21 UA, une excentricité de 0,16 et une inclinaison de 0,9° par rapport à l'écliptique.

## Compléments